# Egykori gyarmatok és függő területek listája
Egykori gyarmatok és függő területek listája

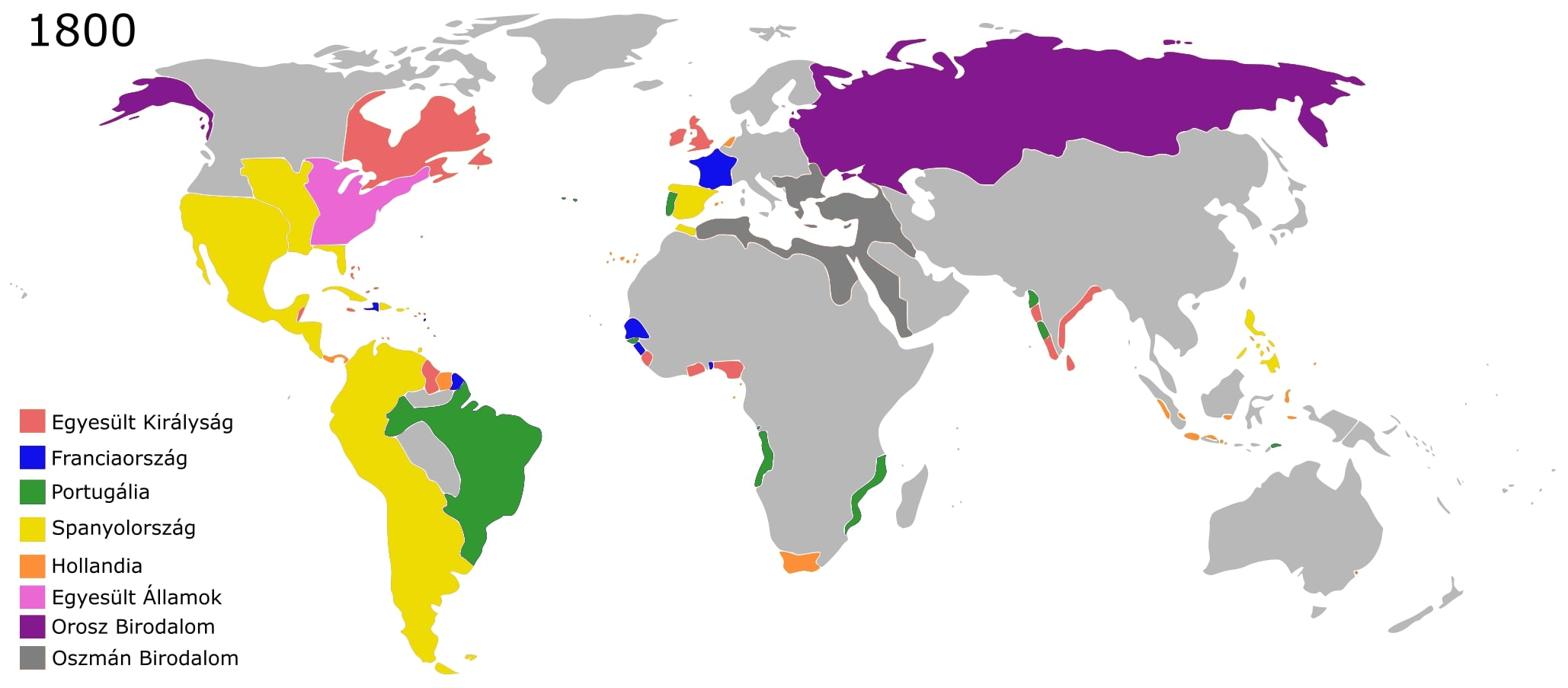
Gyarmatok és függő területek az anyaországgal 1800-ban

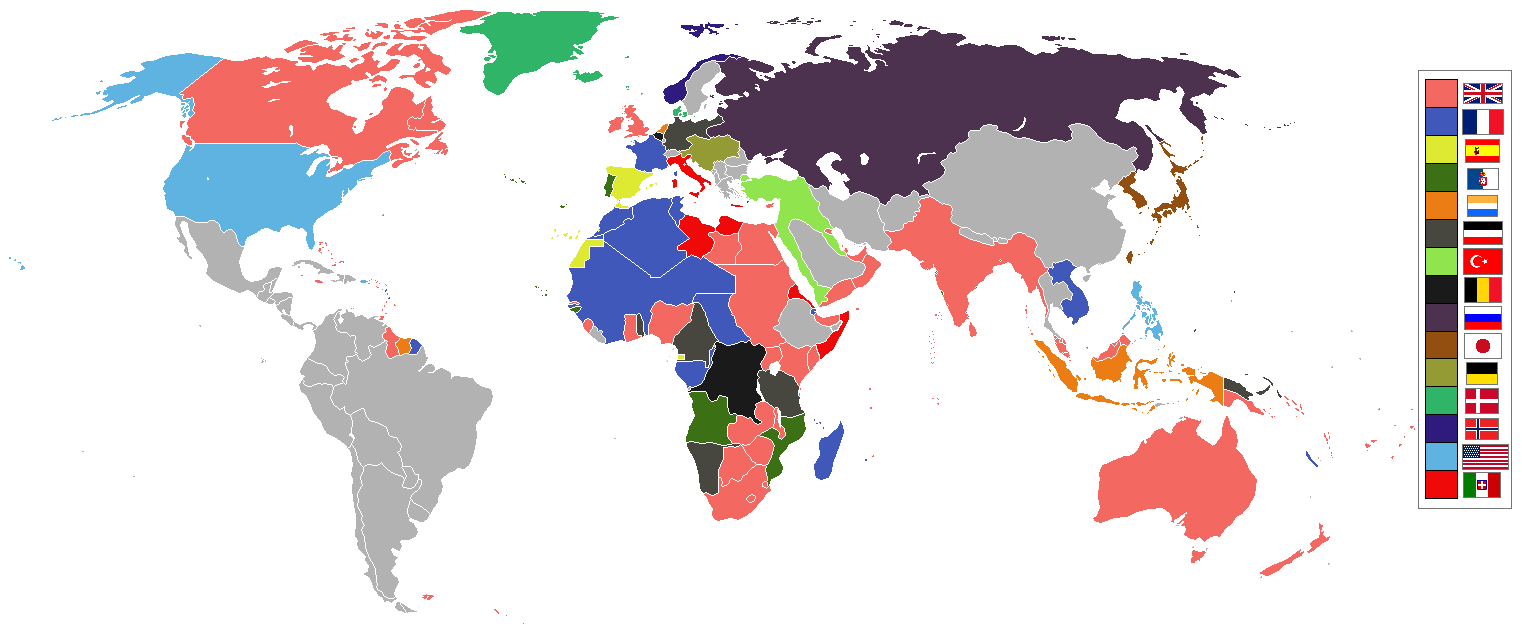
Gyarmatok és függő területek az anyaországgal 1914-ben

## Európai gyarmatosítók

### Brit gyarmatok és protektorátusok
- Áden (tört. terület)
- Angol Egyiptomi Szudán
- Ascension-sziget
- Ausztrália
  - Új-Dél-Wales
  - Victoria
  - Tasmania
  - Queensland
  - Dél-Ausztrália
  - Nyugat-Ausztrália
- Bahama-szigetek
- Barbados
- Basutoland
- Bechuanaland
- Brit Borneó
  - Brunei
  - Labuan
  - Észak-Borneó
  - Sarawak
- Brit Kelet-Afrika
- Brit Guiana
- Brit Honduras
- Brit Hong Kong
- Brit Leeward Islands
  - Anguilla
  - Antigua
  - Barbuda
  - Brit Virgin-szigetek
  - Dominika
  - Montserrat
  - Nevis
  - Saint Kitts
- Brit Malaya (Malájföld)
  - Federated Malay States
  - Straits Settlements
  - Unfederated Malay States
- Brit Szomáliföld

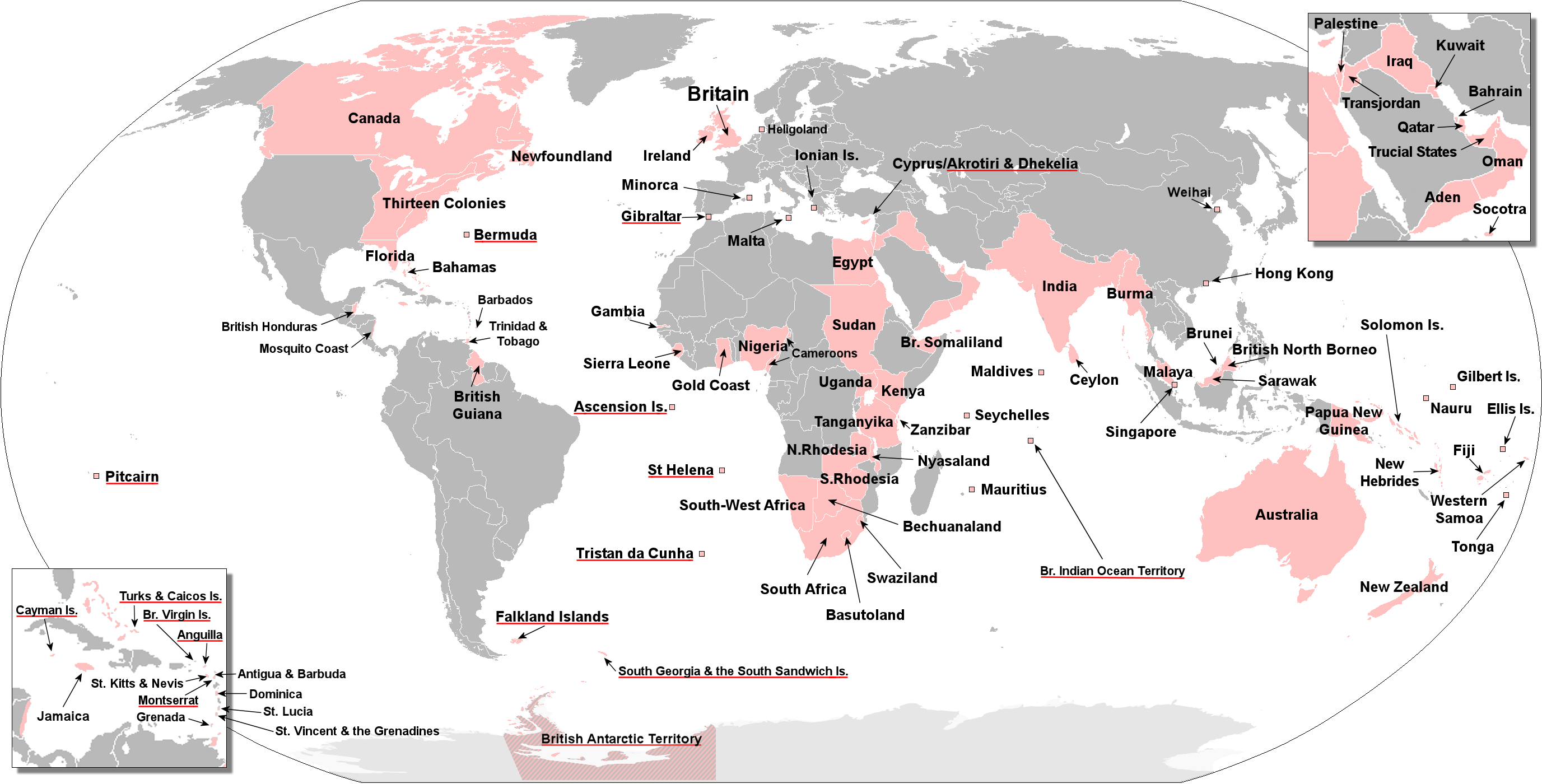
A Brit Birodalomhoz tartozó egykori területek

- British Western Pacific Territories
  - British Salamon-szigetek
  - Fidzsi-szigetek
  - Gilbert and Ellice Islands
  - Phoenix-szigetek
  - Pitcairn-szigetek
  - New Hebrides (Franciaországgal)
  - Tonga
  - Union Islands
- British Windward Islands
  - Barbados
  - Dominika
  - Grenada
  - Saint Lucia
  - Saint Vincent és a Grenadine-szigetek
- Mianmar
- Kanada
- Ceylon
- Karácsony-sziget
- Kókusz-szigetek
- Ciprus (tart. Akrotíri és Dekélia)
- Egyiptom
- Falkland-szigetek
- Falkland-szigeteki Függőségek
  - Graham-föld
  - Dél-Georgia
  - Déli-Orkney-szigetek
  - Déli-Shetland-szigetek
  - Déli-Sandwich-szigetek
  - Viktória-föld
- Gambia
- Gibraltár
- Gold Coast
- Brit India
  - tart. a mai Pakisztán, Banglades és Mianmar is
- Heard Island and McDonald Islands
- Ír-sziget
- Jamaica
- Kenya
- Maldív-szigetek
- Málta
- Palesztína (Brit mandátum)
- Mauritius
- Maszkat és Omán
- Norfolk Island
- Nigeria
- Northern Rhodesia
- Nyasaland
- Seychelles
- Sierra Leone
- Shanghai International Settlement
- Dél-Afrika
  - Fokföld
  - Natal
  - Transvaal Colony
  - Orange River Colony
- Southern Rhodesia
- St Helena
- Szváziföld
- Trinidad és Tobago
- Tristan da Cunha
- Trucial States
- Uganda
- Tonga

### Francia gyarmatok
- Acadia
- Algéria
- Clipperton-sziget

Franciaországtól függő egykori területek
első gyarmati birodalom 1546 és 1763 között
a második gyarmati birodalom 1763 és 1962 között

- Comore-szigetek (beleértve Mayotte-ot is)
- Kanada
- Korzika
- Francia Guyana
- Francia Egyenlítői Afrika
  - Csád
  - Oubangui-Chari
  - Francia Kongó
  - Gabon
- Francia India (Pondichéry, Chandernagor, Karikal, Mahé és Yanaon)
- Francia Indokína
  - Annam
  - Tonkin
  - Cochinchina
  - Kambodzsa
  - Laosz
- Francia Polinézia
- Francia Szomáliföld
- Francia déli és antarktiszi területek
- Francia Nyugat-Afrika
  - Elefántcsontpart
  - Dahomey
  - Guinea
  - Francia Szudán
  - Mauritánia
  - Niger
  - Szenegál
  - Felső Volta
- Guadeloupe
  - Szent Barthélemy
  - Szent Márton
- La Réunion
- Louisiana
- Madagaszkár
- Martinique
- Francia Marokkó
- Libanon
- Új-Kaledónia
- Saint-Pierre-et-Miquelon
- Saint-Domingue
- Sanghaji francia koncesszió
- Tunézia
- Új-Hebridák (Nagy-Britanniával)
- Wallis és Futuna

### Német gyarmatok

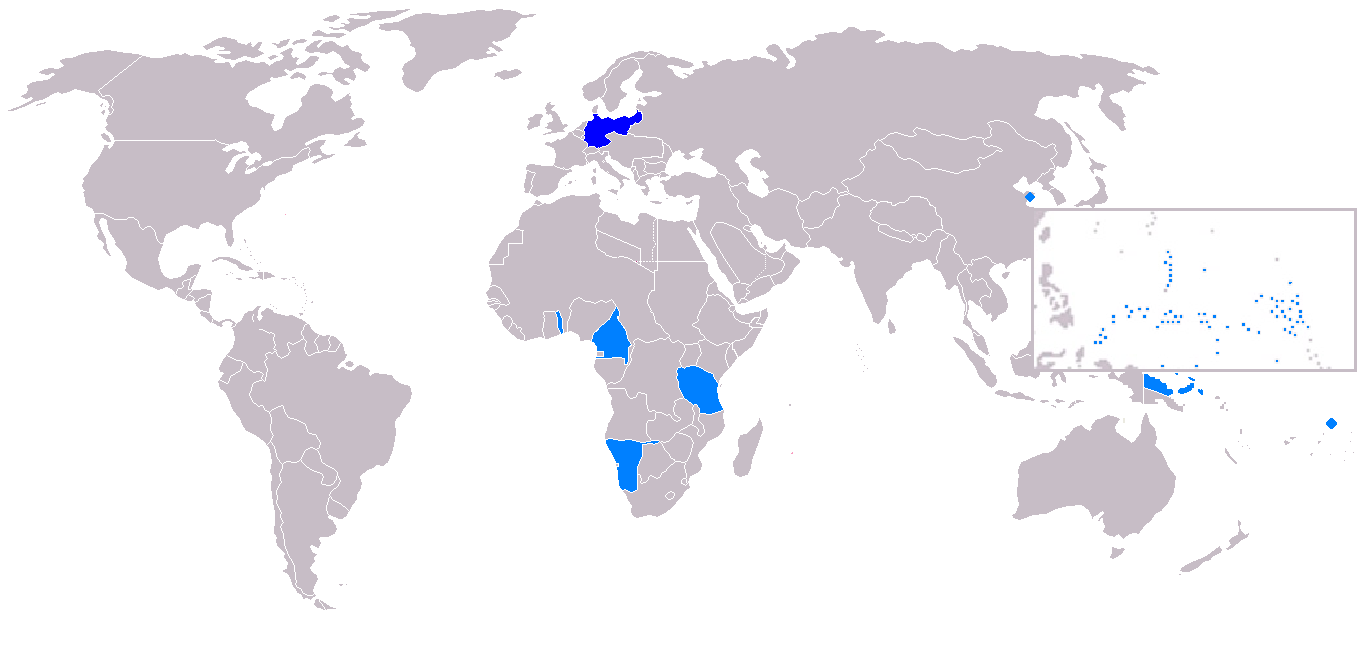
Németország és gyarmatai 1914-ben:
Német Birodalom
Német gyarmatok

- Bismarcki szigetcsoport
- Kamerun
- Caroline-szigetek
- Német Új-Guinea
- Német Salamon-szigetek
- Német Kelet-Afrika
- Német Délnyugat-Afrika
- Gilbert-szigetek
- Jiaozhou-öböl
- Mariana-szigetek
- Marshall-szigetek
- Menni
- Tianjin

### Olasz gyarmatok és protektorátusok

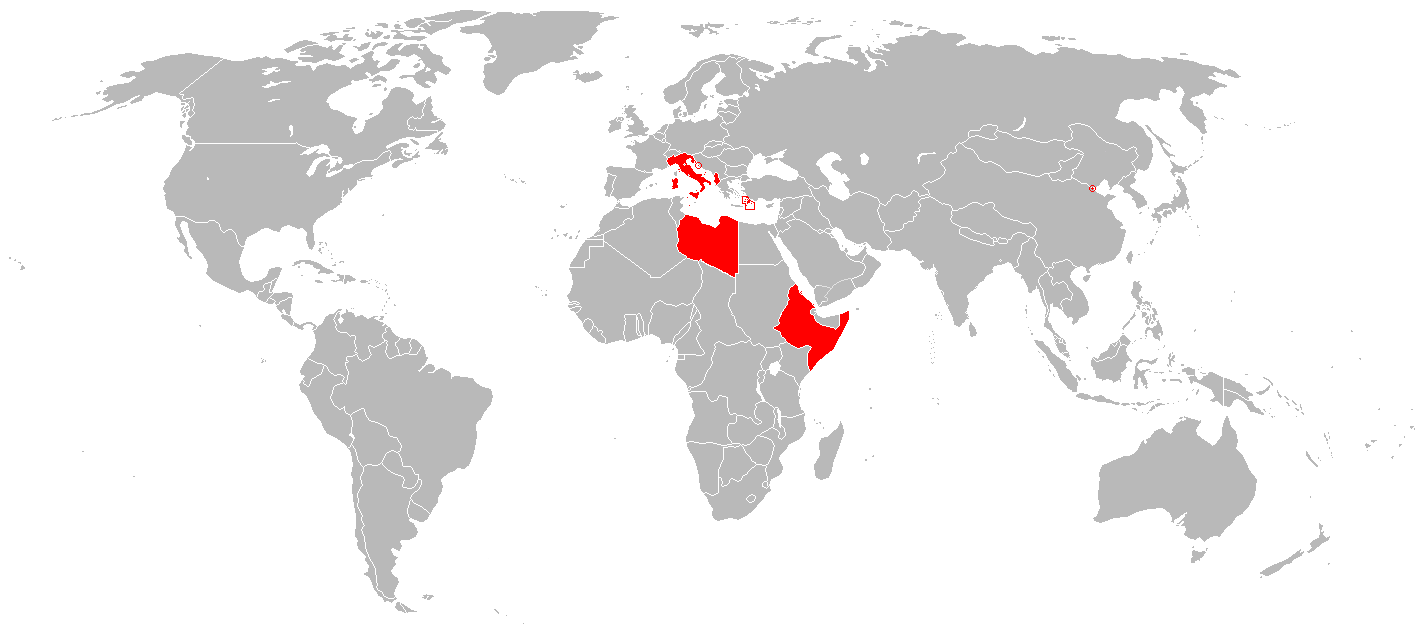
Olaszország és a tőle függő területek 1939-ben

- Olasz Égei-szigetek
- Albánia olasz protektorátusa
- Dalmácia olasz kormányzósága
- Montenegró olasz kormányzósága
- Tiencsin
- Olasz Kelet-Afrika
  - Olasz Eritrea
  - Olasz Etiópia
  - Olasz Szomáliföld
Olasz Trans-Juba
- Olasz Líbia
  - Olasz Tripolitania
  - Olasz Cyrenaica

### Holland gyarmatok és tengerentúli területek

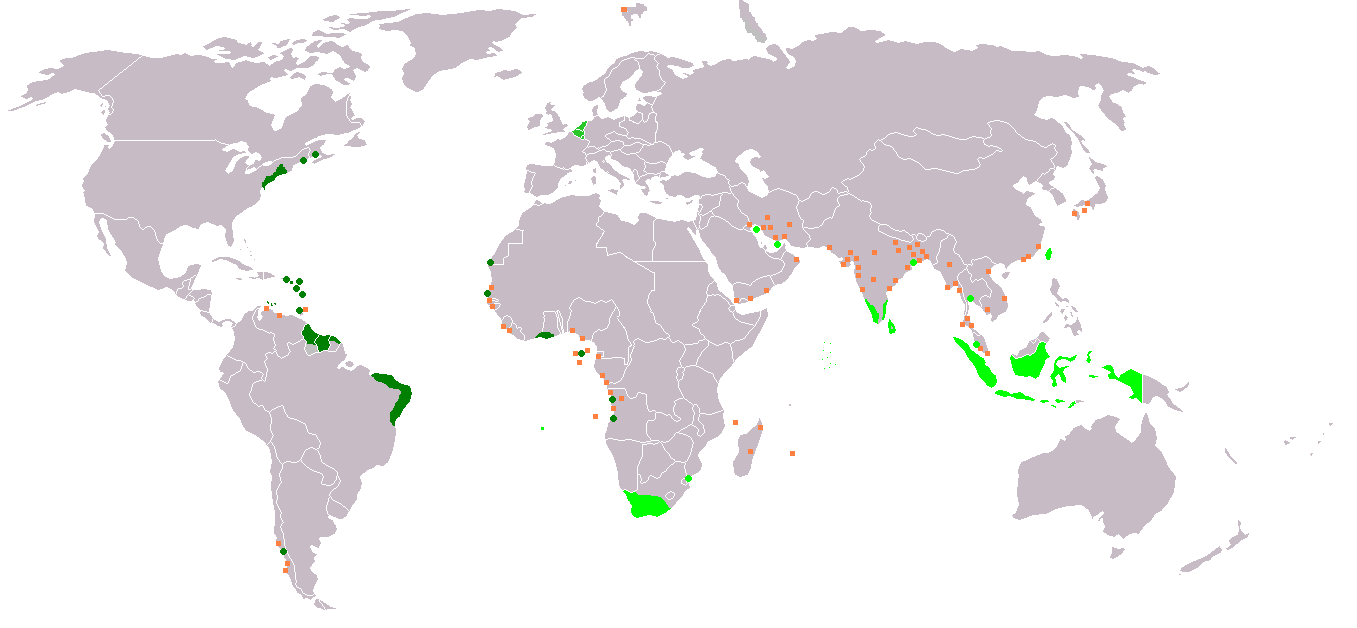
Hollandiától függő egykori területek

- Holland Brazília
- Holland Ceylon
- Holland Formosa
- Holland Fokföld
- Aruba
- Bonaire
- Curaçao
- Saba
- Sint Eustatius
- Sint Maarten
- Suriname
- Holland Kelet-India
- Holland Új-Guinea

### Portugál gyarmatok

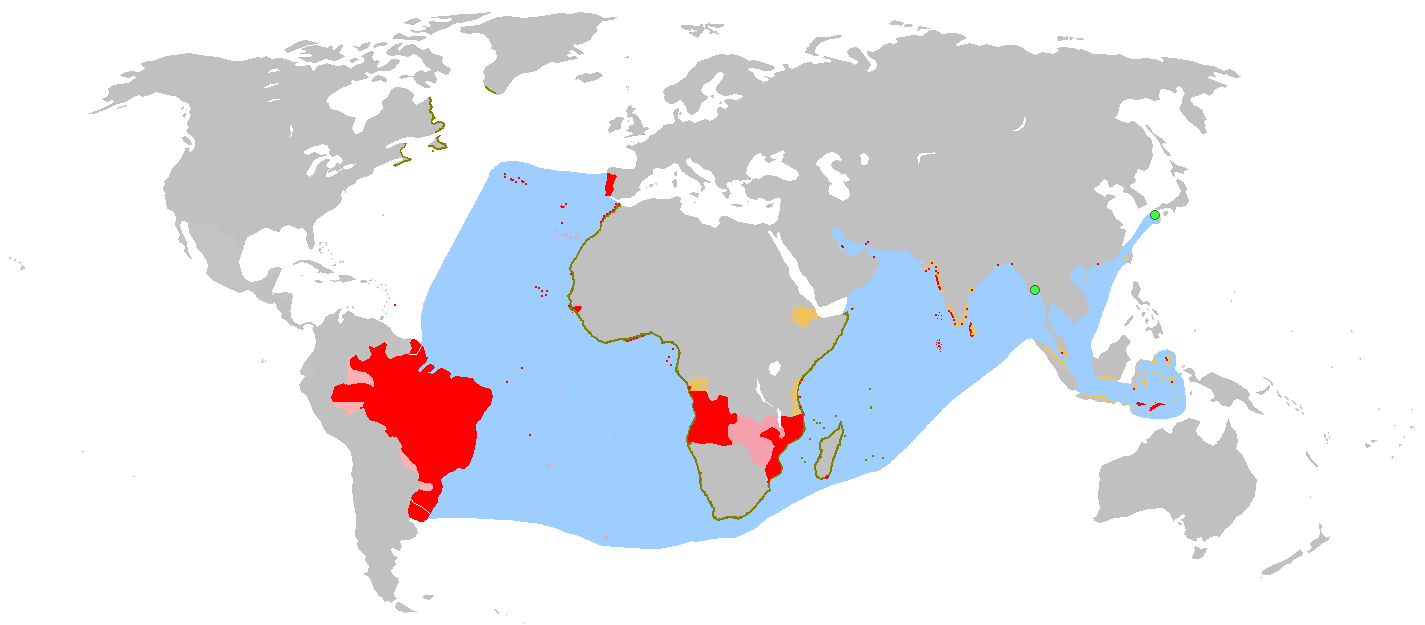
A Portugál Koronától függő egykori területek
- Pirossal az anyaország és a gyarmati területek
- Kékkel a a fő tengeri felfedezések, útvonalak és befolyási területek

- Portugál Afrika
  - Cabinda
  - Ceuta
  - Madeira
  - Portugál Angola
  - Portugál Zöld-foki Köztársaság
  - Portugál Guinea
  - Portugál Mozambik
  - Portugál São Tomé és Príncipe
  - São João Baptista de Ajudá erőd
- Portugál Ázsia
  - Portugál India
    - Goa
    - Daman
    - Diu

  - Portugál Makaó
- Portugál Óceánia
  - Flores
  - Portugál Timor
  - Solor
- Portugál Dél-Amerika
  - Gyarmati Brazília
  - Cisplatina
  - Misiones Orientales
- Portugál Észak-Amerika
  - Azori-szigetek
  - Új-Fundland és Labrador

### Spanyol gyarmatok

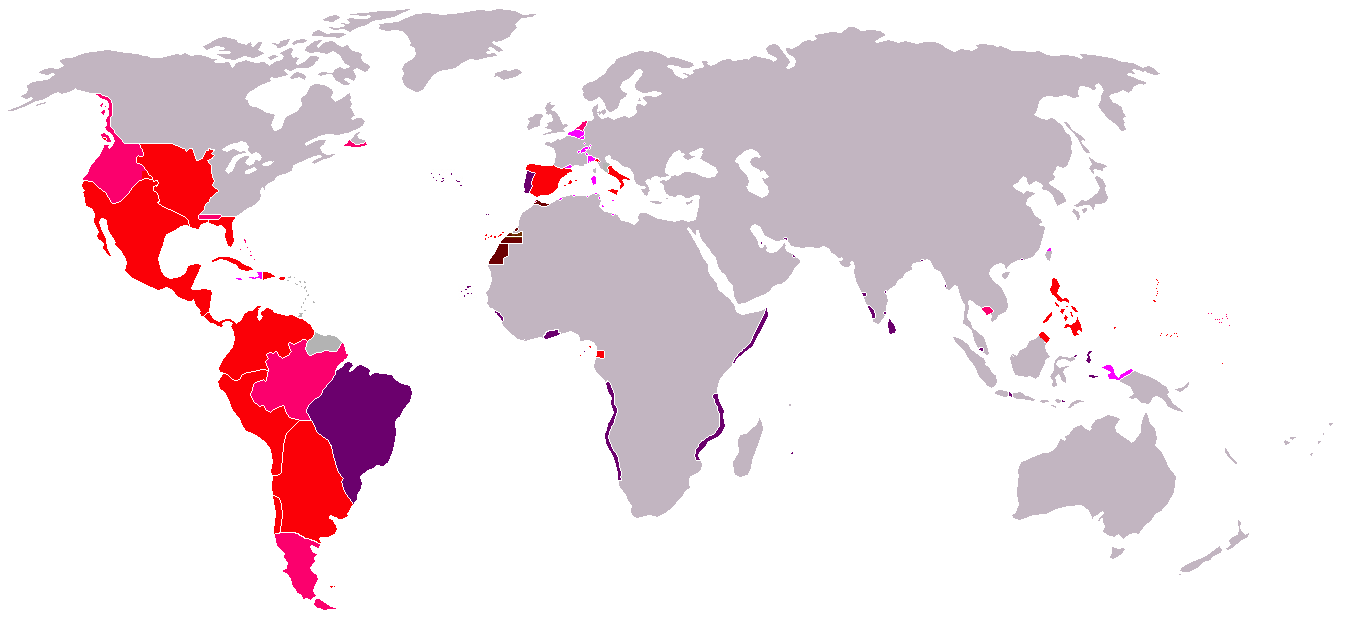
Piros színnel a Spanyol Koronától függő egykori területek

- Kanári-szigetek
- Juby-fok
- Kubai főkapitányság
  - Spanyol Florida
  - Spanyol Louisiana
- Fülöp-szigeteki kapitányság
  - Karolina-szigetek
  - Mariana-szigetek
  - Palau-szigetek
- Ifni
- Río de Oro
- Saguia el-Hamra
- Spanyol Marokkó
- Spanyol Hollandia
- Spanyol Szahara
- Spanyol Szardínia
- Spanyol Szicília
- Peru helytartósága
  - Chilei kapitányság
- A Río de la Plata alispánsága
  - Spanyol Guinea
    - Annobón
    - Fernando Po
    - Río Muni
- Új-granadai Alkirályság
  - Venezuela kapitánysága
- Új-Spanyolország
  - Guatemalai főkapitányság
  - Yucatáni főkapitányság
  - Santo Domingo kapitánysága
  - Puerto Rico kapitánysága
  - Spanyol Formosa

### Osztrák-magyar függőségek
- Bosznia és Hercegovina
- Tiencsin [1]

### Dán gyarmatok
- Andamán és Nicobar-szigetek
- Dán Nyugat-India (jelenleg az Egyesült Államok Virgin-szigetei )
- Dán Norvégia
- Faroe Szigetek
- Grönland
- Izland
- Serampore
- Dán Aranypart
- Dán India
- Észt hercegség (1219–1346)

### Belga gyarmatok

A Belga Birodalom 1931-ben

- Belga Kongó
- Ruanda-Urundi
- Tiencsin

### Svéd gyarmatok
- Balti államok
- Guadeloupe
- Új Svédország
- Szent Barthélemy
- Svéd Pomeránia
- Svéd Aranypart

### Norvég tengerentúli területek
- Svalbard
- Jan Mayen
- Bouvet-sziget
- Maud Land királynő
- I. Péter-sziget

### Lengyelország gyarmatosítási kísérletei[2][3]
- Új-Kurland
- James-sziget
- Szent Mária-sziget
- Fort Jillifree
- Toco

### Orosz gyarmatok és protektorátusok
- Kauai ( Hawaii ) (1816-1817)
- Orosz Amerika ( Alaszka ) (1733–1867)
- Fort Ross ( Kalifornia )

## Oszmán gyarmatok
Oszmán gyarmatok, valamint az Oszmán Birodalom vazallus államai:
- Rumelia
- Oszmán Észak-Afrika
- Oszmán Arábia

## Az Egyesült Államok gyarmatai és protektorátusai
- Tiencsini koncessziós zónák (1869-1902)
- Amerikai koncesszió Sanghajban (1848–1863)
- Amerikai koncesszió Beihaiban (1876-1943)
- Amerikai koncesszió Harbinban (1898-1943)
- Amerikai Szamoa
- Pekingi negyed (1861-1945)
- Kukorica-szigetek (1914–1971)
- Canton és Enderbury-szigetek
- Kuba (a Platt-cikkely Kubát protektorátussá változtatta a kubai forradalomig )
- Falkland-szigetek (1832)
- Guantánamói-öböl
- Guam
- Gulangyu-sziget (1903-1945)
- Haiti (1915-1934)
- Indiai terület (1834–1907)
- Juventud-sziget (1899-1925)
- Libéria (1847 óta független, az USA protektorátusa a II. világháború utáni időszakig)
- Midway-atoll
- Nicaragua (1912–1933)
- Palmyra-atoll
- Panama (a Hay-B.-V. szerz. Panamát protektorátussá változtatta a II. vh. utáni időszakig)
- Panama-csatorna övezete (1903–1979)
- Fülöp-szigetek (1898-1946)
- Puerto Rico
- Quita Sueño (1869–1981)
- Roncador (1856–1981)
- Sanghaji Nemzetközi Település (1863-1945)
- Sulu szultanátus (1903–1915)
- Swan-szigetek, Honduras (1914-1972)
- Tanger Nemzetközi Zóna (1924-1956)
- Kína, Korea és Japán szerződéses kikötői
- Amerikai Virgin-szigetek
- Wake-sziget
- Wilkes Land (Antarktika)

## Más gyarmatosító országok

### Ausztrál tengerentúli területek
- Pápua Új-Guinea
- Karácsony-sziget
- Kókusz-szigetek
- Korall-tengeri szigetek
- Heard-sziget és a McDonald-szigetek
- Norfolk-sziget
- Nauru
- Ausztrál antarktiszi terület

### Új-Zéland-i függőségek
- Cook-szigetek
- Nauru
- Niue
- Ross-függőség
  - Balleny-szigetek
  - Ross-sziget
  - Scott-sziget
  - Roosevelt-sziget

### Japán gyarmatok és protektorátusok

Japán Birodalom
Terület (1870–1895).
Szerzemény (1895–1930).
20. századi szerzemény (1930–1942).

- Bonin-szigetek
- Karafuto
- Japán Korea
- Kuril-szigetek
- Kvantung Bérleti Terület
- Nanyo
  - Karolina-szigetek
  - Marshall-szigetek
  - Északi-Mariana-szigetek
- Penghu-szigetek
- Rjúkjú
- Japán Tajvan
- Vulkán-szigetek

### Kínai gyarmatok és protektorátusok
- Kuanghszi ( Tusi )
- Hajnan
  - Nansha-szigetek
  - Xisha-szigetek
- Mandzsúria
- Belső-Mongólia
- Külső Mongólia a Csing-dinasztia idején
- Tajvan
- Tibet ( Kasag )
- Tuva a Csing-dinasztia idején
- Jünnan (Tusi)
- Vietnam a Han, Sui és Tang dinasztiák idején
- Rjúkjú a 15-19. század között

### Ománi gyarmatok

A portugál gyarmatosítók elűzését követően az Ománi Szultánság volt a kiemelkedő hatalom az Indiai-óceán nyugati részén a 17. században.

Ománi Birodalom
- Szuahéli partvidék
- Zanzibár
- Katar
- Bahrein
- Szomália
- Szokotra

### Mexikói gyarmatok
- A Kaliforniák
- Texas
- Közép-Amerika
- Clipperton-sziget
- Revillagigedo-szigetek
- Chiapas

### Ecuadori gyarmatok
- Galápagos-szigetek

### Kolumbiai gyarmatok
- Panama
- Ecuador
- Venezuela
- San Andrés, Providencia és Santa Catalina

### Argentin gyarmatok és protektorátusok
- Perui protektorátus (1820–1822)
- Gobierno del Cerrito (1843–1851)
- Chile (1817–1818)
- Paraguay (1810–1811, 1873)
- Uruguay (1810–1813)
- Bolívia (1810–1822)
- Tierra del Fuego
- Patagónia

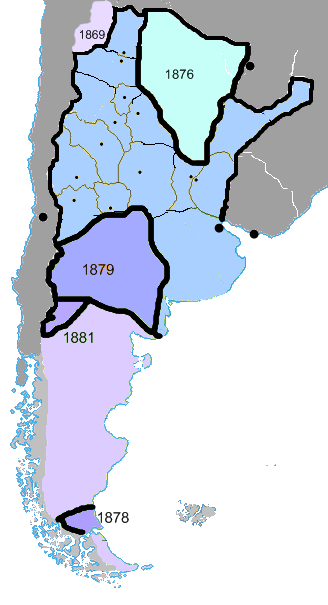
A déli területek meghódítása kiterjesztette az argentín hatalmat Patagóniában

- Falkland-szigetek és függőségek (1829–1831, 1832–1833, 1982)
- Argentín Antarktisz
- Misiones
- Formosa
- Puna de Atacama (1839–)
- Egyenlítői-Guinea (1810-1815)

### Paraguayi kolóniák
- Mato Grosso do Sul
- Formosa

### Bolíviai kolóniák
- Puna de Atacama (1825–1839 átengedte Argentínának) (1825–1879 átengedte Chile-nek)
- Acre

### Etióp gyarmatok
- Eritrea

### Marokkói gyarmatok
- Nyugat-Szahara

### Indiai kolóniák és protektorátusok
- Gilgit-Baltisztán

### Thaiföldi gyarmatok (Sziám)
- Vientiane Királyság (1778–1828)
- Luang Prabangi Királyság (1778–1893)
- Champasak Királyság (1778–1893)
- Kambodzsai Királyság (1771–1867)
- Kedah (1821–1826)
- Perlis (1821-1836)

## Fordítás
- Ez a szócikk részben vagy egészben  a   Colonialism című angol Wikipédia-szócikk ezen változatának fordításán alapul.  Az eredeti cikk szerkesztőit annak laptörténete sorolja fel. Ez a jelzés csupán a megfogalmazás eredetét és a szerzői jogokat jelzi, nem szolgál a cikkben szereplő információk forrásmegjelöléseként.